# European Imaging and Sound Association
L'European Imaging and Sound Association (EISA) è un'associazione nata dalla collaborazione di differenti riviste internazionali, che offre Test e Benchmark di attrezzature per la ripresa e la riproduzione audio e video, elettronica di consumo, hi-end, ecc. L'associazione è stata fondata nel 1982. L'attuale presidente dell'EISA è Jorge Gonçalves.
Per l'Italia, fanno parte dell'EISA, le riviste dei rispettivi panel di settore: Audioreview, Digital Video, Tutti fotografi, ACS Audio Car Stereo, AV Magazine.